# O (kana)
O (romanização do hiragana お ou katakana オ) é um dos kana japoneses que representam um mora. No sistema moderno da ordem alfabética japonesa (Gojūon), ele ocupa a 5.ª posição do alfabeto, entre E e Ka.
Na tabela à direita (ordenada por colunas, da direita para a esquerda), お está na primeira coluna (あ行, "coluna A") e na quinta linha (お段, "linha O"). Ambos representam [o].
| Forma                         | Romaji      | Hiragana                   | Katakana                   |
| ----------------------------- | ----------- | -------------------------- | -------------------------- |
| Normal a/i/u/e/o (あ行 a-gyō) | o           | お                         | オ                         |
| Normal a/i/u/e/o (あ行 a-gyō) | ou oo, oh ō | おう, おぅ おお, おぉ おー | オウ, オゥ オオ, オォ オー |

## Formas variantes
Versões menores do kana (ぉ, ォ) são utilizadas para expressar moras estrangeiros na língua japonesa, como フォ (fo).

## Formas alternativas
No Braile Japonês, お ou オ são representados como:
| － | ●  |
| ●  | － |
| － | － |

O Código Morse para お ou オ é: ・－・・・

## Traços

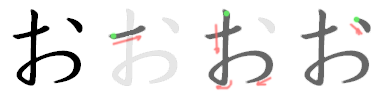
Seqüência de traços para escrita do お

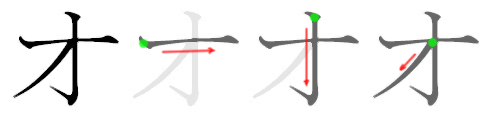
Seqüência de traços para escrita do オ